# Akt o formie Rządu z 1772
Akt o formie Rządu z 1772 – dokument zastępujący „Akt o formie Rządu z 1720”. Wprowadzał monarchię absolutną w Szwecji, efekt bezkrwawego zamachu stanu przeprowadzonego przez króla Gustawa III i jego zwolenników (Gustavianerna). Dokument ten umocnił pozycję króla Gustawa III i znacząco osłabił pozycję szwedzkiego parlamentu (Riksdag). Oznaczał też koniec szwedzkiej „ery wolności”. Pełna autokracja w Szwecji mogła być wprowadzona dopiero po sporządzeniu aneksu w 1789 – „Aktu zjednoczenia i bezpieczeństwa”.